# Сонди, Леопольд
Леопо́льд Со́нди или Зо́нди (венг. Léopold Szondi, собственное имя — Липот Зонненшайн, 11 марта 1893, Нитра, Австро-Венгрия (современная Словакия) — 24 января 1986, Кюснахт, кантон Цюрих) — венгерский и швейцарский психолог, психиатр и психоаналитик, отец филолога Петера Сонди. Автор так называемой концепции «Судьбоанализа» и созданного на основе этой концепции теста Сонди.

## Биография
Леопольд Сонди родился 11 марта 1893 года в еврейской семье. Он был двенадцатым (восьмым из девяти детей от второго брака) ребёнком своего отца. Детство будущего психиатра и психолога прошло в бедной и очень религиозной семье, строго соблюдавшей все религиозные предписания. В 1898 году семья переезжает в Будапешт, где Сонди поступил сначала в начальную школу, затем в гимназию, которую окончил в 1911 году.
После гимназии Сонди решает стать врачом, поскольку, будучи евреем по национальности, он был ограничен в выборе профессии. Несмотря на бедность, Сонди, благодаря помощи одного из братьев, поступает на факультет медицины Будапештского университета. Во время учёбы увлекается творчеством Достоевского и идеями Фрейда.
Во время Первой мировой войны Сонди был призван на военную службу, где был в качестве лейтенанта медицинской службы на русском фронте.
После окончания войны, Сонди в 1919 году завершает образование в университете и начинает частную практику, совмещая её с работой в поликлинике Аппоньи в качестве ассистента отделения неврологии и психиатрии. В этот период Сонди увлёкся экспериментальной психологией, которой занимался в лаборатории доктора Пауля Раншбурга. Раншбург проводил исследования в области психодиагностики, благодаря чему свои первые шаги в работе над своим знаменитым тестом Л. Сонди сделал под компетентным руководством.
В этот период, постоянно общаясь с людьми, страдающими нервными и душевными расстройствами, Сонди обдумывает идею о семейной обусловленности психических болезней. Наблюдая за больными, Сонди приходит к выводу, что психопатология накладывает характерный, и иногда очень сильный, отпечаток на внешний облик больного.
В 1926 году Л.Сонди женится на Илоне Радвани. В браке рождается двое детей — дочь Вера (1928—1978, умерла от эндокринных нарушений) и сын Петер (1929—1971, покончил с собой).
С 1927 по 1941 год Сонди был профессором и руководителем лаборатории экспериментальной психологии Будапештской высшей школы медицинской педагогики. В этот период Сонди активно развивает идеи Судьбоанализа, который рассматривает как продолжение психоанализа. В 1937 году выходит первая знаменитая книга «Анализ брачных союзов». В данной книге Сонди писал, что брачный выбор партнера зачастую подсознательно диктуется тягой к партнеру с аналогичной латентной или явной патологией. Сонди назвал подобный бессознательный выбор генотропизмом.

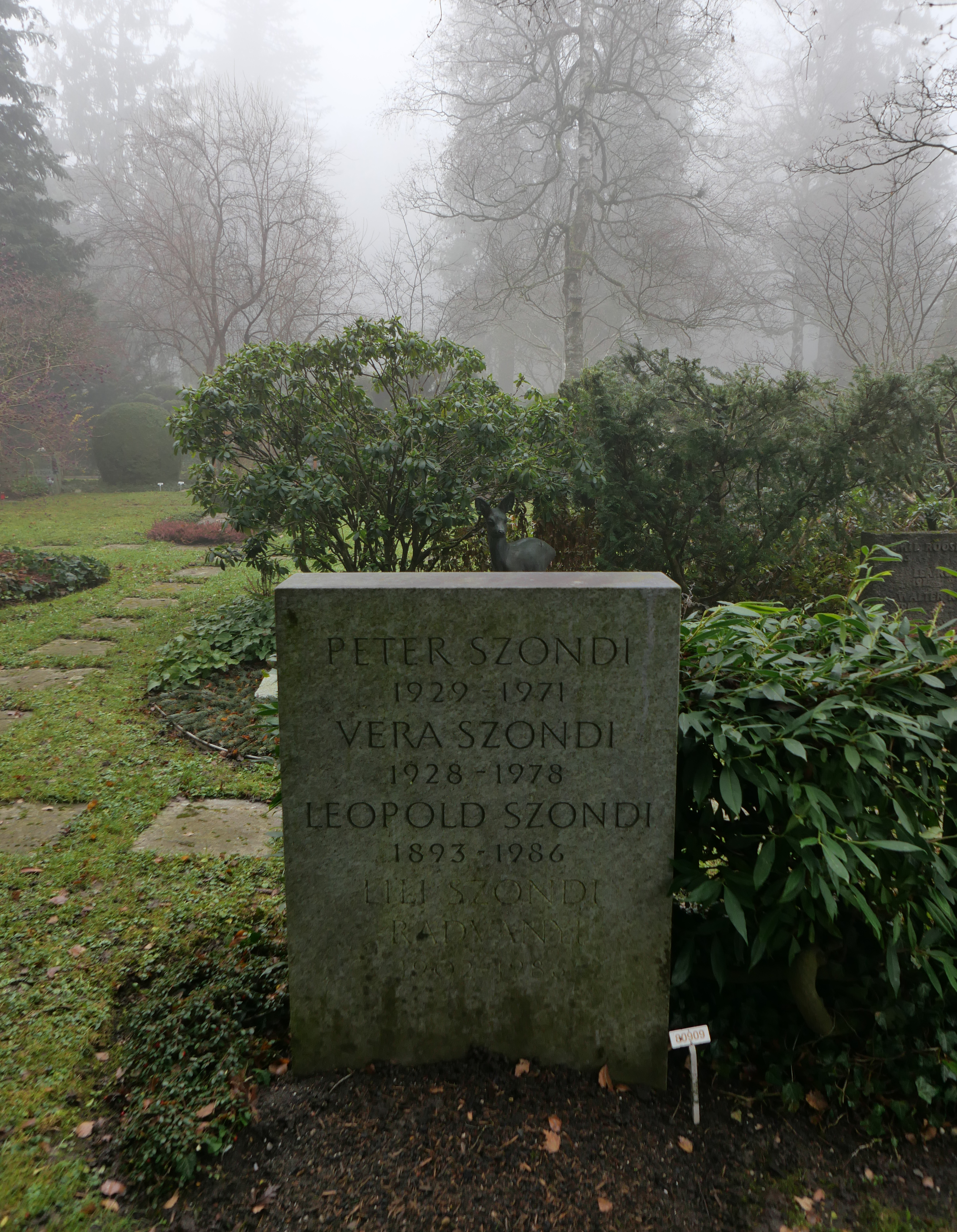
Семейная могила.

В 1941 году, в результате проводимой антиеврейской политики, Сонди был лишен права заниматься частной и исследовательской деятельностью. В июне 1944 года Сонди вместе с семьёй попадает в концлагерь Берген-Бельзен, однако уже в начале декабря того же года получает разрешение выехать в Швейцарию.
В Швейцарии Сонди получает должность ассистента в психиатрической больнице в Пранжене. Также Сонди читал лекции в Институте прикладной психологии в Цюрихе.
В 1959 году Сонди получает Швейцарское гражданство.
В 1970 году под руководством Л.Сонди открывается обучающий и научно—исследовательский институт по психологии судьбы и Общей глубинной психологии (Институт судьбоанализа).
Леопольд Сонди скончался 24 января 1986 года в доме престарелых недалеко от Цюриха, оставив после себя огромное творческое наследие — 25 книг и 350 статей. Сонди нашел свое последнее пристанище на кладбище Флунтерн в Цюрихе. В могиле также похоронены его жена Илона «Лили» Ливия, урожденная Радвани (1902–1986), их сын Петер (филолог) и дочь Вера (врач).

## Научная деятельность. Судьбоанализ
Ещё во время учёбы в университете, увлёкшись творчеством Достоевского, Сонди делает одно из первых своих открытий — Достоевский потому психологически тонко описывает поведение своих обычных героев — преступников и блаженных, что сам предрасположен к реализации глубоко скрытых в нём личностей убийцы и святого. Л. Сонди предположил, что данная предрасположенность могла быть обусловлена наследственным генофондом. Много лет спустя эта гипотеза была подкреплена работой французского литературоведа А. Труайя, который в написанной им биографии Достоевского привёл примеры из жизни предков писателя, среди которых действительно были и убийцы, и блаженные.
В 1920—1930-х гг. Сонди принимает активное участие в международных психоаналитических конференциях и съездах, где, в частности, познакомился с Анной Фрейд.
В идеях Сонди заметно сильное влияние фрейдовского психоанализа и аналитической психологии Юнга. Развивая идеи судьбоанализа, Л. Сонди вводит понятие родового бессознательного, которое находится между персональным бессознательным и коллективным бессознательным. Л. Сонди считал, что родовое бессознательное оказывает влияние на судьбу человека. Сонди был одним из первых психологов, кто направил внимание на наследственный характер закреплённых форм поведения, полагая, что в закодированном виде, переданном по генотипу, психика младенца уже имеет набор приспособительных реакций, которые в своё время обеспечивали существование его предков. В родовом бессознательном наследственность проявляется прежде всего в формировании так называемого архетипа, под которым Сонди понимал образ предка, в соответствии с которым, и никак иначе, необходимо действовать.
Влияние родового бессознательного в жизнедеятельности человека оказывает влияние на все аспекты жизни: определяет безотчетный (подсознательный) выбор человеком профессии и хобби, друзей, супруга и даже формы смерти. Но родовое бессознательное, содержащее в себе определённое влияние предков, генетической детерминации в развитии психики каждого человека, не означает его изначальной предопределенности. Л. Сонди считал, что каждое побуждение изначально амбивалентно, следовательно, имеет минимум две возможности своей реализации.
Суть так называемой судьботерапии состоит в освобождении человека от навязанной ему формы судьбы и предоставлении свободы выбрать свою судьбу, как минимум, из двух возможностей.

## Тест Сонди
Клинико-психологический тест, целью которого является выявление некоторых проявлений психического расстройства и нарушений поведения. Впервые тест был опубликован в 1937 году, но широко внедряться в практику начал лишь в конце сороковых годов. В создании теста Л. Сонди исходил из своих представлений о наследственно-обусловленной склонности человека к определённым формам патологии и проявлении патологии во внешнем облике. В основу методики легли эмпирические исследования на большой группе лиц, имеющих психические отклонения и точно установленные психиатрические диагнозы. Кроме того, Л. Сонди анализировал их истории болезни и истории болезней их ближайших родственников.
Л. Сонди считал, что тест должен применяться для выявления вариантов реализации склонностей, а не постановки психиатрического диагноза.
В качестве стимульного материала Л. Сонди были отобраны 48 фотопортретов психически больных людей 8 категорий (эпилепсия, истерия, садизм, гомосексуализм, кататония, параноидная шизофрения, депрессия, мания). Испытуемому шестикратно предъявляются наборы из 8 фотографий, по одной из каждой категории, и в каждом предлагается указать два наиболее и два наименее понравившихся лица.

## Публикации на русском языке

### Книги
- Сонди Л. Учебник экспериментальной диагностики влечений. — М.: Когито-Центр, 2005.
- Сонди Л. Судьбоанализ. — М.: Три квадрата, 2007. (Bibliotheca Hungarica)
- Зонди Л. Каин. Образования зла // Когито-Центр. — Москва, 2013.
- Зонди Л. Моисей. Ответ Каину // Когито-Центр. — Москва, 2013.
- Зонди Л. Экспериментальная диагностика побуждений // Когито-Центр. — Москва, 2017.
- Зонди Л. Судьбоанализ. Выбор в любви, дружбе, профессии, заболевании и смерти // Наука. — Москва, 2017.
- Зонди Л. Учебник экспериментальной диагностики побуждений // Наука. — Москва, 2017.
- Зонди Л. Патология побуждений // Наука. — Москва, 2017.
- Зонди Л. Я-анализ. Основа объединения глубинной психологии // Наука. — Москва, 2021
- Зонди Л. Судьбоаналитическая терапия // Наука. — Москва, 2019.

### Статьи
- Зонди Л. Пароксизмальный круг профессий // ПЕРСОНАЛ-PROFY : журнал. — Екатеринбург, 2000. — № 2. — Часть 1. — С. 18.
- Зонди Л. Аномальный круг профессий // ПЕРСОНАЛ-PROFY : журнал. — Екатеринбург, 2000, № 2. — Часть 1. — С. 38.
- Зонди Л. Циркулярный круг профессий // ПЕРСОНАЛ-PROFY : журнал. — Екатеринбург, 2000. — № 3. — С. 41.
- Зонди Л. Профессии шизоформного круга побуждений // ПЕРСОНАЛ-PROFY : журнал. — Екатеринбург, 2001. — № 4. — С. 24.
- Зонди Л. Профессии сексуального круга побуждений // ПЕРСОНАЛ- PROFY : журнал. — Екатеринбург, 2001. — № 5. — С. 16.
- Зонди Л. Выбор болезни как судьба // ПЕРСОНАЛ-PROFY : журнал. — Екатеринбург. 2002. — № 7. — С. 51.
- Зонди Л. Выбор супруга как судьба // ПЕРСОНАЛ-PROFY : журнал. — Екатеринбург, 2003. — № 11. — С. 20.
- Зонди Л. О любви // ПЕРСОНАЛ-PROFY : журнал. — Екатеринбург, 2003. — № 11. — С. 43.
- Зонди Л. Социотропизм: выбор дружбы как судьба // ПЕРСОНАЛ-PROFY : журнал. — Екатеринбург, 2003. — № 10. — С. 16.